# Mobile Suit Z Gundam
Mobile Suit Z Gundam (機動戦士 Z ガンダム,?, Kidō Senshi Zēta Gandamu ,   "Z Gundam il Fante Mobile") è una serie televisiva anime di 50 puntate, prodotta dalla Sunrise nel 1985; appartiene alla saga dell'Universal Century di Gundam.
Originariamente trasmessa dal 2 marzo 1985 al 22 febbraio 1986 sul canale Nagoya Broadcasting Network, vede la regia e la sceneggiatura di Yoshiyuki Tomino, il character design di Yoshikazu Yasuhiko, mentre il mecha design è frutto della collaborazione tra Kunio Ōkawara, Mamoru Nagano e Kazumi Fujita.
In Giappone fu un discreto successo di pubblico, ottenendo il 6,6% di share medio, il più alto tra gli anime dell'universo di Gundam. Ne esiste anche l'adattamento manga, realizzato da Kazuhisa Kondō nel 1994.

## Trama
Anno 0087 UC, sette anni dopo la fine della Guerra di un anno. All'indomani degli eventi narrati in Mobile Suit Gundam 0083: Stardust Memory (pre sequel realizzato successivamente), l'esercito della Federazione Terrestre crea un corpo speciale di élite denominato Titani per dare la caccia ed eliminare le sacche di resistenza di Zeon. La brutalità dei metodi terroristici adottati dai Titani per raggiungere i loro scopi fa nascere in risposta due gruppi di resistenza, l'AEUG (Anti-Earth Union Group - Gruppo anti Unione Terrestre) e la sua emanazione terrestre Karaba (guidata dall'ex membro della Base Bianca Hayato Kobayashi e del quale farà parte anche Amuro Ray), che affronteranno la Federazione in quella che viene chiamata la Guerra di Gryps. La serie inizia con Char Aznable, diventato membro dell'AEUG con l'alias "Quattro Bajeena", che attacca una base militare dei Titani nella colonia occupata di Green Noah a Side 7 per raccogliere informazioni sul nuovo prototipo di mobile suit federale, il tipo RX-178 Gundam Mark II. Kamille Bidan, un giovane ed impulsivo newtype che vive nella colonia, si ritrova coinvolto suo malgrado ed aiuta l'AEUG a trafugare il Mark II. Infine si unisce all'AEUG, prima come pilota del Mark II, quindi come pilota del nuovo MSZ-006 Zeta Gundam (creato dall'AEUG e basato su un'idea di Kamille). Lo scontro tra le parti vedrà in un secondo momento l'ingresso in campo di una terza forza, quella di Axis, l'asteroide su cui alla fine della Guerra di un anno si erano rifugiati i sostenitori degli Zabi e della restaurazione del Principato di Zeon, guidati dalla giovane Haman Karn, reggente della piccola Mineva Zabi.

## A New Translation
Tra il 2004 e il 2006, per celebrare il 25º anniversario della prima serie, nonché il 20º anniversario di Z Gundam, è stata realizzata una trilogia cinematografica sottotitolata: A New Translation. Per l'occasione le sigle di apertura e chiusura sono state affidate a Gackt, mentre per il resto sono state utilizzate scene tratte dalla vecchia serie e nuove animazioni. Questi i titoli dei tre lungometraggi:
Mobile Suit Z Gundam I - Heirs to the Stars (機動戦士Zガンダム -星を継ぐ者, Kidō Senshi Z Gundam - Hoshi wo tsugu mono?)
Mobile Suit Z Gundam II - amanti (機動戦士ZガンダムⅡ-恋人たち, Kidō Senshi Z Gundam II - Koibitotachi?)
Mobile Suit Z Gundam III - amore fa palpitare le stelle (機動戦士ZガンダムⅢ-星の鼓動は愛, Kidō Senshi Z Gundam III - Hoshi no kodō wa ai?)

## Edizione italiana
In Italia, nel 2002 la Planet Manga ne ha pubblicato il manga in 6 volumi, mentre i diritti della serie TV sono stati acquistati dalla Mediaset, che l'ha trasmessa sul canale digitale terrestre Hiro dal 2 febbraio 2009, in un'edizione curata da Ludovica Bonanome. Il 1º dicembre 2010 Dynit ha invece pubblicato direttamente in DVD l'edizione italiana della trilogia cinematografica, con i titoli:
- Mobile Suit Z Gundam I - A New Translation - Eredi delle stelle: Film della durata di circa 90 minuti che narra gli eventi più importanti dal primo episodio fino al 14: ovvero da Green Noah fino all'incontro fra Amuro e Char.
- Mobile Suit Z Gundam II - A New Translation - Amanti: Film della durata di circa 90 minuti che narra gli eventi più importanti dall'episodio 15 fino al 32: ovvero dall'arrivo di Beltorchika fino alla prima apparizione di Haman Karn.
- Mobile Suit Z Gundam III - A New Translation - L'amore fa palpitare le stelle: Film della durata di circa 90 minuti che narra gli eventi più importanti dall'episodio 33 in poi: ovvero dall'incontro fra Char e Mineva fino a un nuovo finale.

### Personaggi e doppiatori
L'adattamento e i dialoghi italiani della serie TV sono stati curati da Fabrizio Mazzotta, Davide Quatraro, Giorgio Locuratolo, Rosalba Castaldo e Simona Esposito sulla base dell'adattamento americano, mentre il doppiaggio è stato eseguito dalla E.T.S. European Television Service nel 2007, sotto la direzione di Fabrizio Mazzotta.
| Personaggio                  | Doppiatore giapponese | Doppiatore italiano     |
| ---------------------------- | --------------------- | ----------------------- |
| Kamille Bidan                | Nobuo Tobita          | Fabrizio De Flaviis     |
| Char Aznable/Quattro Bajeena | Shūichi Ikeda         | Fabio Boccanera         |
| Bright Noah                  | Hirotaka Suzuoki      | Vittorio Guerrieri      |
| Mirai Yashima                | Fuyumi Shiraishi      | Emanuela D'Amico        |
| Fa Yuiry                     | Miyuki Matsuoka       | Letizia Scifoni         |
| Emma Sheen                   | Maya Okamoto          | Maura Cenciarelli       |
| Reccoa Londe                 | Masako Katsuki        | Alessandra Chiari       |
| Kai Shiden                   | Toshio Furukawa       | Stefano Crescentini     |
| Hayato Kobayashi             | Kiyonobu Suzuki       | Gianluca Crisafi        |
| Amuro Ray                    | Tohru Furuya          | Davide Perino           |
| Haman Karn                   | Yoshiko Sakakibara    | Cinzia De Carolis       |
| Paptimus Scirocco            | Bin Shimada           | Riccardo Niseem Onorato |
| Jerid Messa                  | Kazuhiko Inoue        | Mauro Gravina           |
| Bask Om                      | Daisuke Gouri         | Diego Reggente          |
| Jamitov Hyman                | Tomomichi Nishimura   | Sergio Tedesco          |
| Four Murasame                | Saeko Shimazu         | Federica Bomba          |
| Rosamia Badam                | Kayoko Fujii          | Emanuela Baroni         |
| Haro                         | You Inoue             | Monica Vulcano          |

### Episodi
Di seguito i titoli italiani dei 50 episodi.
| Nº | Titolo italiano Giapponese 「Kanji」 - Rōmaji                                    | In onda           | In onda          |
| Nº | Titolo italiano Giapponese 「Kanji」 - Rōmaji                                    | Giapponese        | Italiano         |
| 1  | Sette anni dopo 「黒いガンダム」 - Kuroi Gandamu                                 | 2 marzo 1985      | 2 febbraio 2009  |
| 2  | Fuga 「旅立ち」 - Tabidachi                                                      | 9 marzo 1985      | 3 febbraio 2009  |
| 3  | Dentro la capsula 「カプセルの中」 - Kapuseru no naka                            | 16 marzo 1985     | 4 febbraio 2009  |
| 4  | La decisione di Emma 「エマの脱走」 - Ema no dassō                               | 23 marzo 1985     | 5 febbraio 2009  |
| 5  | Padre e figlio 「父と子と…」 - Chichi to ko to...                                | 30 marzo 1985     | 6 febbraio 2009  |
| 6  | Sulla Terra 「地球圏へ」 - Chikyū ken he                                         | 6 aprile 1985     | 9 febbraio 2009  |
| 7  | Fuga da Side 1 「サイド1の脱出」 - Side 1 no dasshutsu                           | 13 aprile 1985    | 10 febbraio 2009 |
| 8  | Il lato oscuro della Luna 「月の裏側」 - Gatsu no uragawa                        | 20 aprile 1985    | 11 febbraio 2009 |
| 9  | Un nuovo legame 「新しい絆」 - Atarashi i kizuna                                 | 27 aprile 1985    | 12 febbraio 2009 |
| 10 | Riunione 「再会」 - Saikai                                                       | 4 maggio 1985     | 13 febbraio 2009 |
| 11 | Entrando nell'atmosfera 「大気圏突入」 - Taikiken totsunyū                       | 11 maggio 1985    | 16 febbraio 2009 |
| 12 | I venti di Jaburo 「ジャブローの風」 - Jaburo no kaze                            | 25 maggio 1985    | 17 febbraio 2009 |
| 13 | Il lancio dello shuttle 「シャトル発進」 - Shuttle hasshin                       | 1º giugno 1985    | 18 febbraio 2009 |
| 14 | Amuro vola ancora 「アムロ再び」 - Amuro futatabi                                | 8 giugno 1985     | 19 febbraio 2009 |
| 15 | La fuga di Kats 「カツの出撃」 - Katsu no shutsugeki                             | 15 giugno 1985    | 20 febbraio 2009 |
| 16 | Attraverso la nebbia delle tenebre 「白い闇を抜けて」 - Shiroi yami wo nuke te   | 22 giugno 1985    | 23 febbraio 2009 |
| 17 | La città di Hong Kong 「ホンコン・シティ」 - Hong Kong City                      | 29 giugno 1985    | 24 febbraio 2009 |
| 18 | La cattura di Mirai 「とらわれたミライ」 - Torawareta Mirai                      | 6 luglio 1985     | 25 febbraio 2009 |
| 19 | Cenerentola Four 「シンデレラ・フォウ」 - Cinderella Four                        | 13 luglio 1985    | 26 febbraio 2009 |
| 20 | Tragica fuga 「灼熱の脱出」 - Shakunetsu no dasshutsu                            | 20 luglio 1985    | 27 febbraio 2009 |
| 21 | Un segno di Zeta 「ゼータの鼓動」 - Zeta no kodō                                 | 27 luglio 1985    | 2 marzo 2009     |
| 22 | Gli occhi di Scirocco 「シロッコの眼」 - Shirokko no me                          | 3 agosto 1985     | 3 marzo 2009     |
| 23 | Attacco alla Luna 「ムーン・アタック」 - Moon Attack                             | 10 agosto 1985    | 4 marzo 2009     |
| 24 | Contrattacco 「反撃」 - Hangeki                                                  | 17 agosto 1985    | 5 marzo 2009     |
| 25 | La caduta della colonia 「コロニーが落ちる日[24]」 - Colony ga ochiru nichi [24] | 24 agosto 1985    | 6 marzo 2009     |
| 26 | Il fantasma di Zeon 「ジオンの亡霊」 - Jion no bōrei                             | 31 agosto 1985    | 9 marzo 2009     |
| 27 | Appuntamento con Char 「シャアの帰還」 - Shaa no kikan                           | 7 settembre 1985  | 10 marzo 2009    |
| 28 | L'infiltrazione della Jupitoris 「ジュピトリス潜入」 - Jupitorisu sennyū         | 14 settembre 1985 | 11 marzo 2009    |
| 29 | Side 2 in pericolo 「サイド2の危機」 - Side 2 no kiki                            | 21 settembre 1985 | 12 marzo 2009    |
| 30 | L'attacco disperato di Jerid 「ジェリド特攻」 - Jierido tokkō                    | 28 settembre 1985 | 13 marzo 2009    |
| 31 | Una bomba sulla Luna 「ハーフムーン・ラブ」 - Halfmoon Love                      | 5 ottobre 1985    | 16 marzo 2009    |
| 32 | Mobile suit non identificati 「謎のモビルスーツ」 - Nazo no mobile suit          | 12 ottobre 1985   | 17 marzo 2009    |
| 33 | Il messaggero da Axis 「アクシズからの使者」 - Axis karano shisha                | 19 ottobre 1985   | 18 marzo 2009    |
| 34 | Il richiamo delle tenebre 「宇宙が呼ぶ声」 - Uchū ga yobu koe                    | 26 ottobre 1985   | 19 marzo 2009    |
| 35 | Tempesta sul Kilimanjaro 「キリマンジャロの嵐」 - Kilimanjaro no arashi          | 2 novembre 1985   | 20 marzo 2009    |
| 36 | Amore eterno 「永遠のフォウ」 - Eien no fō                                       | 9 novembre 1985   | 23 marzo 2009    |
| 37 | Il giorno di Dakar 「ダカールの日」 - Dakar no nichi                             | 16 novembre 1985  | 24 marzo 2009    |
| 38 | L'ombra di Reccoa 「レコアの気配」 - Rekoa no kehai                              | 23 novembre 1985  | 25 marzo 2009    |
| 39 | Vicino al lago 「湖畔」 - Kohan                                                  | 30 novembre 1985  | 26 marzo 2009    |
| 40 | Il dilemma di Reccoa 「グリプス始動」 - Gryps shidō                              | 7 dicembre 1985   | 27 marzo 2009    |
| 41 | Risveglio 「目覚め」 - Mezame                                                    | 14 dicembre 1985  | 30 marzo 2009    |
| 42 | Addio, Rosamia! 「さよならロザミィ」 - Sayonara Rozamii                          | 21 dicembre 1985  | 31 marzo 2009    |
| 43 | La vittoria di Haman 「ハマーンの嘲笑」 - Haman no chōshō                        | 28 dicembre 1985  | 1º aprile 2009   |
| 44 | La Porta di Zedan 「ゼダンの門」 - Zedan no mon                                  | 11 gennaio 1986   | 2 aprile 2009    |
| 45 | In arrivo dai cieli 「天から来るもの」 - Ten kara kuru mono                      | 18 gennaio 1986   | 3 aprile 2009    |
| 46 | L'ascesa di Scirocco 「シロッコ立つ」 - Shirokko tatsu                           | 25 gennaio 1986   | 6 aprile 2009    |
| 47 | Una discesa nel vortice 「宇宙の渦」 - Uchū no uzu                               | 1º febbraio 1986  | 7 aprile 2009    |
| 48 | Lo specchio di Rosamia 「ロザミアの中で」 - Rozamia no naka de                   | 8 febbraio 1986   | 8 aprile 2009    |
| 49 | Vittime di guerra 「生命散って」 - Seimei chitte                                 | 15 febbraio 1986  | 9 aprile 2009    |
| 50 | Solcando i cieli 「宇宙を駆ける」 - Uchū wo kake ru                              | 22 febbraio 1986  | 10 aprile 2009   |

## Altre edizioni
Oltre che in Giappone ed in Italia, la serie è uscita ufficialmente solo negli USA, il 14 dicembre 2004, anche se direttamente in DVD e senza essere trasmessa in televisione.